# Giraffemot
De giraffemot (Clepsis pallidana) is een vlinder uit de familie bladrollers (Tortricidae). De wetenschappelijke naam is voor het eerst geldig gepubliceerd in 1776 door Fabricius.
De soort komt voor in Europa.